# Paris-Roubaix 2025
Paris-Roubaix 2025 var den 122. udgave af det franske brostensmonument Paris-Roubaix. Det 259,2 km lange linjeløb blev kørt den 13. april 2025 med start i Compiègne og mål på Vélodrome André-Pétrieux i Roubaix. Løbet var en del af UCI World Tour 2025.
For tredje år i træk vandt Mathieu van der Poel løbet, og for andet år i træk kom danske Mads Pedersen ind på tredjepladsen.

## Resultat
| \| Samlede stilling \| Samlede stilling \| Samlede stilling \| Samlede stilling \| Samlede stilling \| \| Rytter \| Rytter \| Hold \| Tid \| \| \| ---------------- \| -------------------- \| -------------------------- \| ---------------- \| ---------------- \| \| 1. \| Mathieu van der Poel \| Alpecin-Deceuninck \| 5t 31' 27" \| \| \| 2. \| Tadej Pogačar \| UAE Team Emirates XRG \| + 1' 18" \| \| \| 3. \| Mads Pedersen \| Lidl-Trek \| + 2' 11" \| \| \| 4. \| Wout van Aert \| Team Visma \\| Lease a Bike \| + 2' 11" \| \| \| 5. \| Florian Vermeersch \| UAE Team Emirates XRG \| + 2' 11" \| \| \| 6. \| Jonas Rutsch \| Intermarché-Wanty \| + 3' 46" \| \| \| 7. \| Stefan Bissegger \| Decathlon-AG2R La Mondiale \| + 3' 46" \| \| \| 8. \| Markus Hoelgaard \| Uno-X Mobility \| + 3' 46" \| \| \| 9. \| Fred Wright \| Bahrain Victorious \| + 4' 35" \| \| \| 10. \| Laurenz Rex \| Intermarché-Wanty \| + 4' 36" \| \| \| 11. \| Jasper Philipsen \| Alpecin-Deceuninck \| + 4' 38" \| \| \| 12. \| Marco Haller \| Tudor Pro Cycling Team \| + 4' 43" \| \| \| 13. \| Filippo Ganna \| Ineos Grenadiers \| + 4' 45" \| \| \| 14. \| Madis Mihkels \| EF Education-EasyPost \| + 4' 45" \| \| \| 15. \| Biniam Girmay \| Intermarché-Wanty \| + 4' 45" \| \| |                      |                            |            |
| |                      |                            |            |
| Kilde: ProCyclingStats |                      |                            |            |
| Samlede stilling |                      |                            |            |
| Rytter | Rytter               | Hold                       | Tid        |
| 1. | Mathieu van der Poel | Alpecin-Deceuninck         | 5t 31' 27" |
| 2. | Tadej Pogačar        | UAE Team Emirates XRG      | + 1' 18"   |
| 3. | Mads Pedersen        | Lidl-Trek                  | + 2' 11"   |
| 4. | Wout van Aert        | Team Visma \| Lease a Bike | + 2' 11"   |
| 5. | Florian Vermeersch   | UAE Team Emirates XRG      | + 2' 11"   |
| 6. | Jonas Rutsch         | Intermarché-Wanty          | + 3' 46"   |
| 7. | Stefan Bissegger     | Decathlon-AG2R La Mondiale | + 3' 46"   |
| 8. | Markus Hoelgaard     | Uno-X Mobility             | + 3' 46"   |
| 9. | Fred Wright          | Bahrain Victorious         | + 4' 35"   |
| 10. | Laurenz Rex          | Intermarché-Wanty          | + 4' 36"   |
| 11. | Jasper Philipsen     | Alpecin-Deceuninck         | + 4' 38"   |
| 12. | Marco Haller         | Tudor Pro Cycling Team     | + 4' 43"   |
| 13. | Filippo Ganna        | Ineos Grenadiers           | + 4' 45"   |
| 14. | Madis Mihkels        | EF Education-EasyPost      | + 4' 45"   |
| 15. | Biniam Girmay        | Intermarché-Wanty          | + 4' 45"   |

## Hold og ryttere
| UCI WorldTeams (18)- Alpecin-Deceuninck - Arkéa-B&B Hotels - Bahrain-Victorious - Cofidis - Decathlon AG2R La Mondiale Team - EF Education-EasyPost - Groupama-FDJ - Ineos Grenadiers - Intermarché-Wanty - Lidl-Trek - Movistar Team - Red Bull-BORA-hansgrohe - Soudal Quick-Step - Team Jayco AlUla - Team Picnic-PostNL - Team Visma \| Lease a Bike - UAE Team Emirates XRG - XDS Astana Team UCI ProTeams (7)- Lotto - Israel-Premier Tech - Uno-X Mobility - Q36.5 Pro Cycling Team - Team TotalEnergies - Tudor Pro Cycling Team - Unibet Tietema Rockets |
| |

### Startliste
| Alpecin-Deceuninck ADC | Alpecin-Deceuninck ADC     | Alpecin-Deceuninck ADC |
| ---------------------- | -------------------------- | ---------------------- |
| Nr.                    | Rytter                     | Placering              |
| 1                      | Mathieu van der Poel (NED) | 1.                     |
| 2                      | Silvan Dillier (SUI)       | DNF                    |
| 3                      | Jasper Philipsen (BEL)     | 11.                    |
| 4                      | Edward Planckaert (BEL)    | 34.                    |
| 5                      | Jonas Rickaert (BEL)       | 66.                    |
| 6                      | Oscar Riesebeek (NED)      | DNF                    |
| 7                      | Gianni Vermeersch (BEL)    | DNF                    |

| Lidl-Trek LTK | Lidl-Trek LTK        | Lidl-Trek LTK |
| ------------- | -------------------- | ------------- |
| Nr.           | Rytter               | Placering     |
| 11            | Mads Pedersen (DEN)  | 3.            |
| 12            | Tim Declercq (BEL)   | DNF           |
| 13            | Daan Hoole (NED)     | 17.           |
| 14            | Jonathan Milan (ITA) | 101.          |
| 15            | Jasper Stuyven (BEL) | 95.           |
| 16            | Edward Theuns (BEL)  | DNF           |
| 17            | Mathias Vacek (CZE)  | 116.          |

| UAE Team Emirates XRG UAD | UAE Team Emirates XRG UAD      | UAE Team Emirates XRG UAD |
| ------------------------- | ------------------------------ | ------------------------- |
| Nr.                       | Rytter                         | Placering                 |
| 21                        | Tadej Pogačar (SLO) (landevej) | 2.                        |
| 22                        | Mikkel Bjerg (DEN)             | 50.                       |
| 23                        | Sebastián Molano (COL)         | DNF                       |
| 24                        | Nils Politt (GER)              | DNF                       |
| 25                        | António Morgado (POR)          | 24.                       |
| 26                        | Florian Vermeersch (BEL)       | 5.                        |
| 27                        | Tim Wellens (BEL)              | DNF                       |

| Team Visma \| Lease a Bike TVL | Team Visma \| Lease a Bike TVL | Team Visma \| Lease a Bike TVL |
| ------------------------------ | ------------------------------ | ------------------------------ |
| Nr.                            | Rytter                         | Placering                      |
| 31                             | Dylan van Baarle (NED)         | 35.                            |
| 32                             | Edoardo Affini (ITA)           | DNF                            |
| 33                             | Niklas Behrens (GER)           | HD                             |
| 34                             | Matthew Brennan (GBR)          | 44.                            |
| 35                             | Per Strand Hagenes (NOR)       | DNF                            |
| 36                             | Wout van Aert (BEL)            | 4.                             |
| 37                             | Julien Vermote (BEL)           | 69.                            |

| Ineos Grenadiers IGD | Ineos Grenadiers IGD | Ineos Grenadiers IGD |
| -------------------- | -------------------- | -------------------- |
| Nr.                  | Rytter               | Placering            |
| 41                   | Filippo Ganna (ITA)  | 13.                  |
| 42                   | Kim Heiduk (GER)     | 79.                  |
| 43                   | Connor Swift (GBR)   | DNF                  |
| 44                   | Ben Swift (GBR)      | 81.                  |
| 45                   | Joshua Tarling (GBR) | 52.                  |
| 46                   | Ben Turner (GBR)     | 92.                  |
| 47                   | Samuel Watson (GBR)  | 78.                  |

| Groupama-FDJ GFC | Groupama-FDJ GFC        | Groupama-FDJ GFC |
| ---------------- | ----------------------- | ---------------- |
| Nr.              | Rytter                  | Placering        |
| 51               | Stefan Küng (SUI)       | 43.              |
| 52               | Lewis Askey (GBR)       | DNF              |
| 53               | Cyril Barthe (FRA)      | 98.              |
| 54               | Sven Erik Bystrøm (NOR) | 75.              |
| 55               | Johan Jacobs (SUI)      | 21.              |
| 56               | Eddy Le Huitouze (FRA)  | 100.             |
| 57               | Clément Russo (FRA)     | 62.              |

| Red Bull-Bora-Hansgrohe RBH | Red Bull-Bora-Hansgrohe RBH | Red Bull-Bora-Hansgrohe RBH |
| --------------------------- | --------------------------- | --------------------------- |
| Nr.                         | Rytter                      | Placering                   |
| 61                          | Jordi Meeus (BEL)           | 53.                         |
| 62                          | Oier Lazkano (ESP)          | 117.                        |
| 63                          | Ryan Mullen (IRL)           | DNF                         |
| 64                          | Laurence Pithie (NZL)       | DNF                         |
| 65                          | Tim van Dijke (NED)         | 30.                         |
| 66                          | Mick van Dijke (NED)        | 18.                         |
| 67                          | Danny van Poppel (NED)      | DNF                         |

| Decathlon-AG2R La Mondiale DAT | Decathlon-AG2R La Mondiale DAT           | Decathlon-AG2R La Mondiale DAT |
| ------------------------------ | ---------------------------------------- | ------------------------------ |
| Nr.                            | Rytter                                   | Placering                      |
| 71                             | Stefan Bissegger (SUI)                   | 7.                             |
| 72                             | Oscar Chamberlain (AUS)                  | 82.                            |
| 73                             | Dries De Bondt (BEL)                     | 22.                            |
| 74                             | Sander De Pestel (BEL)                   | DNF                            |
| 75                             | Pierre Gautherat (FRA)                   | 83.                            |
| 76                             | Oliver Naesen (BEL)                      | 94.                            |
| 77                             | Rasmus Søjberg Pedersen (DEN) (landevej) | 31.                            |

| Uno-X Mobility UXM | Uno-X Mobility UXM                | Uno-X Mobility UXM |
| ------------------ | --------------------------------- | ------------------ |
| Nr.                | Rytter                            | Placering          |
| 81                 | Alexander Kristoff (NOR)          | DNF                |
| 82                 | Jonas Abrahamsen (NOR)            | DNF                |
| 83                 | Markus Hoelgaard (NOR) (landevej) | 8.                 |
| 84                 | William Blume Levy (DEN)          | 91.                |
| 85                 | Erik Nordsæter Resell (NOR)       | 26.                |
| 86                 | Rasmus Tiller (NOR)               | 93.                |
| 87                 | Søren Wærenskjold (NOR)           | 42.                |

| Soudal Quick-Step SOQ | Soudal Quick-Step SOQ         | Soudal Quick-Step SOQ |
| --------------------- | ----------------------------- | --------------------- |
| Nr.                   | Rytter                        | Placering             |
| 91                    | Tim Merlier (BEL) (landevej)  | 36.                   |
| 92                    | Ayco Bastiaens (BEL)          | DNF                   |
| 93                    | Yves Lampaert (BEL)           | 28.                   |
| 94                    | Luke Lamperti (USA)           | DNF                   |
| 95                    | Andrea Raccagni Noviero (ITA) | 115.                  |
| 96                    | Bert Van Lerberghe (BEL)      | DNF                   |
| 97                    | Jordi Warlop (BEL)            | DNF                   |

| XDS Astana Team XAT | XDS Astana Team XAT     | XDS Astana Team XAT |
| ------------------- | ----------------------- | ------------------- |
| Nr.                 | Rytter                  | Placering           |
| 101                 | Davide Ballerini (ITA)  | DNF                 |
| 102                 | Cees Bol (NED)          | 29.                 |
| 103                 | Jevgenij Fedorov (KAZ)  | 67.                 |
| 104                 | Michele Gazzoli (ITA)   | DNF                 |
| 105                 | Alessandro Romele (ITA) | 72.                 |
| 106                 | Mike Teunissen (NED)    | 16.                 |
| 107                 | Davide Toneatti (ITA)   | DNF                 |

| Tudor Pro Cycling Team TUD | Tudor Pro Cycling Team TUD | Tudor Pro Cycling Team TUD |
| -------------------------- | -------------------------- | -------------------------- |
| Nr.                        | Rytter                     | Placering                  |
| 111                        | Marco Haller (AUT)         | 12.                        |
| 112                        | Miká Heming (GER)          | HD                         |
| 113                        | Petr Kelemen (CZE)         | 58.                        |
| 114                        | Arthur Kluckers (LUX)      | 74.                        |
| 115                        | Fabian Lienhard (SUI)      | 60.                        |
| 116                        | Marius Mayrhofer (GER)     | 19.                        |
| 117                        | Aivaras Mikutis (LTU)      | 104.                       |

| Cofidis COF | Cofidis COF                 | Cofidis COF |
| ----------- | --------------------------- | ----------- |
| Nr.         | Rytter                      | Placering   |
| 121         | Aimé De Gendt (BEL)         | DNF         |
| 122         | Stanisław Aniołkowski (POL) | 45.         |
| 123         | Clément Izquierdo (FRA)     | DNF         |
| 124         | Oliver Knight (GBR)         | DNF         |
| 125         | Alexis Renard (FRA)         | DNF         |
| 126         | Ludovic Robeet (BEL)        | 89.         |
| 127         | Damien Touzé (FRA)          | 41.         |

| Bahrain Victorious TBV | Bahrain Victorious TBV  | Bahrain Victorious TBV |
| ---------------------- | ----------------------- | ---------------------- |
| Nr.                    | Rytter                  | Placering              |
| 131                    | Matej Mohorič (SLO)     | DNF                    |
| 132                    | Phil Bauhaus (GER)      | 23.                    |
| 133                    | Kamil Gradek (POL)      | DNF                    |
| 134                    | Andrea Pasqualon (ITA)  | 71.                    |
| 135                    | Daniel Skerl (ITA)      | 114.                   |
| 136                    | Vlad Van Mechelen (BEL) | 49.                    |
| 137                    | Fred Wright (GBR)       | 9.                     |

| Intermarché-Wanty IWA | Intermarché-Wanty IWA           | Intermarché-Wanty IWA |
| --------------------- | ------------------------------- | --------------------- |
| Nr.                   | Rytter                          | Placering             |
| 141                   | Biniam Girmay (ERI)             | 15.                   |
| 142                   | Adrien Petit (FRA)              | 96.                   |
| 143                   | Laurenz Rex (BEL)               | 10.                   |
| 144                   | Jonas Rutsch (GER)              | 6.                    |
| 145                   | Taco van der Hoorn (NED)        | 20.                   |
| 146                   | Gijs Van Hoecke (BEL)           | 68.                   |
| 147                   | Roel van Sintmaartensdijk (NED) | 85.                   |

| Arkéa-B&B Hotels ARK | Arkéa-B&B Hotels ARK  | Arkéa-B&B Hotels ARK |
| -------------------- | --------------------- | -------------------- |
| Nr.                  | Rytter                | Placering            |
| 151                  | Arnaud Démare (FRA)   | DNF                  |
| 152                  | Jenthe Biermans (BEL) | 38.                  |
| 153                  | Giosuè Epis (ITA)     | 102.                 |
| 154                  | Léandre Lozouet (FRA) | DNF                  |
| 155                  | Luca Mozzato (ITA)    | HD                   |
| 156                  | Miles Scotson (AUS)   | 112.                 |
| 157                  | Pierre Thierry (FRA)  | 113.                 |

| EF Education-EasyPost EFE | EF Education-EasyPost EFE | EF Education-EasyPost EFE |
| ------------------------- | ------------------------- | ------------------------- |
| Nr.                       | Rytter                    | Placering                 |
| 161                       | Kasper Asgreen (DEN)      | 61.                       |
| 162                       | Vincenzo Albanese (ITA)   | 110.                      |
| 163                       | Owain Doull (GBR)         | 64.                       |
| 164                       | Madis Mihkels (EST)       | 14.                       |
| 165                       | Jack Rootkin-Gray (GBR)   | 107.                      |
| 166                       | Colby Simmons (USA)       | 108.                      |
| 167                       | Max Walker (GBR)          | 73.                       |

| Team TotalEnergies TEN | Team TotalEnergies TEN | Team TotalEnergies TEN |
| ---------------------- | ---------------------- | ---------------------- |
| Nr.                    | Rytter                 | Placering              |
| 171                    | Anthony Turgis (FRA)   | 39.                    |
| 172                    | Rayan Boulahoite (FRA) | HD                     |
| 173                    | Alexys Brunel (FRA)    | 109.                   |
| 174                    | Florian Dauphin (FRA)  | 25.                    |
| 175                    | Sandy Dujardin (FRA)   | 70.                    |
| 176                    | Samuel Leroux (FRA)    | DNF                    |
| 177                    | Geoffrey Soupe (FRA)   | DNF                    |

| Israel-Premier Tech IPT | Israel-Premier Tech IPT     | Israel-Premier Tech IPT |
| ----------------------- | --------------------------- | ----------------------- |
| Nr.                     | Rytter                      | Placering               |
| 181                     | Hugo Hofstetter (FRA)       | 47.                     |
| 182                     | Guillaume Boivin (CAN)      | 48.                     |
| 183                     | Oded Kogut (ISR) (landevej) | 105.                    |
| 184                     | Riley Pickrell (CAN)        | DNF                     |
| 185                     | Michael Schwarzmann (GER)   | 90.                     |
| 186                     | Riley Sheehan (USA)         | 65.                     |
| 187                     | Tom Van Asbroeck (BEL)      | 57.                     |

| Team Jayco AlUla JAY | Team Jayco AlUla JAY   | Team Jayco AlUla JAY |
| -------------------- | ---------------------- | -------------------- |
| Nr.                  | Rytter                 | Placering            |
| 191                  | Max Walscheid (GER)    | 59.                  |
| 192                  | Robert Donaldson (GBR) | 103.                 |
| 193                  | Patrick Gamper (AUT)   | DNF                  |
| 194                  | Jelte Krijnsen (NED)   | DNF                  |
| 195                  | Luka Mezgec (SLO)      | DNF                  |
| 196                  | Elmar Reinders (NED)   | DNF                  |
| 197                  | Jasha Sütterlin (GER)  | DNF                  |

| Lotto LOT | Lotto LOT                  | Lotto LOT |
| --------- | -------------------------- | --------- |
| Nr.       | Rytter                     | Placering |
| 201       | Alec Segaert (BEL)         | 87.       |
| 202       | Cedric Beullens (BEL)      | 51.       |
| 203       | Jasper De Buyst (BEL)      | 63.       |
| 204       | Joshua Giddings (GBR)      | 54.       |
| 205       | Sébastien Grignard (BEL)   | 40.       |
| 206       | Brent Van Moer (BEL)       | 84.       |
| 207       | Baptiste Veistroffer (FRA) | 111.      |

| Movistar Team MOV | Movistar Team MOV         | Movistar Team MOV |
| ----------------- | ------------------------- | ----------------- |
| Nr.               | Rytter                    | Placering         |
| 211               | Iván García Cortina (ESP) | DNF               |
| 212               | Davide Cimolai (ITA)      | DNF               |
| 213               | Manlio Moro (ITA)         | DNF               |
| 214               | Mathias Norsgaard (DEN)   | DNF               |
| 215               | Diego Pescador (COL)      | DNF               |
| 216               | Gonzalo Serrano (ESP)     | DNF               |
| 217               | Albert Torres (ESP)       | DNF               |

| Team Picnic-PostNL TPP | Team Picnic-PostNL TPP    | Team Picnic-PostNL TPP |
| ---------------------- | ------------------------- | ---------------------- |
| Nr.                    | Rytter                    | Placering              |
| 221                    | Pavel Bittner (CZE)       | 56.                    |
| 222                    | Patrick Eddy (AUS)        | DNF                    |
| 223                    | Sean Flynn (GBR)          | 106.                   |
| 224                    | Enzo Leijnse (NED)        | DNF                    |
| 225                    | Niklas Märkl (GER)        | DNF                    |
| 226                    | Timo Roosen (NED)         | 99.                    |
| 227                    | Julius van den Berg (NED) | DNF                    |

| Q36.5 Pro Cycling Team Q36 | Q36.5 Pro Cycling Team Q36 | Q36.5 Pro Cycling Team Q36 |
| -------------------------- | -------------------------- | -------------------------- |
| Nr.                        | Rytter                     | Placering                  |
| 231                        | Giacomo Nizzolo (ITA)      | 37.                        |
| 232                        | Marcel Camprubí (ESP)      | 88.                        |
| 233                        | Frederik Frison (BEL)      | 32.                        |
| 234                        | Matteo Moschetti (ITA)     | 80.                        |
| 235                        | Joseph Pidcock (GBR)       | HD                         |
| 236                        | Jannik Steimle (GER)       | DNF                        |
| 237                        | Rory Townsend (IRL)        | 76.                        |

| Unibet Tietema Rockets RKT | Unibet Tietema Rockets RKT   | Unibet Tietema Rockets RKT |
| -------------------------- | ---------------------------- | -------------------------- |
| Nr.                        | Rytter                       | Placering                  |
| 241                        | Lukáš Kubiš (SVK) (landevej) | 46.                        |
| 242                        | Joren Bloem (NED)            | 97.                        |
| 243                        | Hartthijs de Vries (NED)     | 86.                        |
| 244                        | Axel Huens (FRA)             | 27.                        |
| 245                        | Tomáš Kopecký (CZE)          | 33.                        |
| 246                        | Andreas Stokbro (DEN)        | 55.                        |
| 247                        | Abram Stockman (BEL)         | 77.                        |

| Alpecin-Deceuninck ADC | Alpecin-Deceuninck ADC     | Alpecin-Deceuninck ADC |
| ---------------------- | -------------------------- | ---------------------- |
| Nr.                    | Rytter                     | Placering              |
| 1                      | Mathieu van der Poel (NED) | 1.                     |
| 2                      | Silvan Dillier (SUI)       | DNF                    |
| 3                      | Jasper Philipsen (BEL)     | 11.                    |
| 4                      | Edward Planckaert (BEL)    | 34.                    |
| 5                      | Jonas Rickaert (BEL)       | 66.                    |
| 6                      | Oscar Riesebeek (NED)      | DNF                    |
| 7                      | Gianni Vermeersch (BEL)    | DNF                    |

| Lidl-Trek LTK | Lidl-Trek LTK        | Lidl-Trek LTK |
| ------------- | -------------------- | ------------- |
| Nr.           | Rytter               | Placering     |
| 11            | Mads Pedersen (DEN)  | 3.            |
| 12            | Tim Declercq (BEL)   | DNF           |
| 13            | Daan Hoole (NED)     | 17.           |
| 14            | Jonathan Milan (ITA) | 101.          |
| 15            | Jasper Stuyven (BEL) | 95.           |
| 16            | Edward Theuns (BEL)  | DNF           |
| 17            | Mathias Vacek (CZE)  | 116.          |

| UAE Team Emirates XRG UAD | UAE Team Emirates XRG UAD      | UAE Team Emirates XRG UAD |
| ------------------------- | ------------------------------ | ------------------------- |
| Nr.                       | Rytter                         | Placering                 |
| 21                        | Tadej Pogačar (SLO) (landevej) | 2.                        |
| 22                        | Mikkel Bjerg (DEN)             | 50.                       |
| 23                        | Sebastián Molano (COL)         | DNF                       |
| 24                        | Nils Politt (GER)              | DNF                       |
| 25                        | António Morgado (POR)          | 24.                       |
| 26                        | Florian Vermeersch (BEL)       | 5.                        |
| 27                        | Tim Wellens (BEL)              | DNF                       |

| Team Visma \| Lease a Bike TVL | Team Visma \| Lease a Bike TVL | Team Visma \| Lease a Bike TVL |
| ------------------------------ | ------------------------------ | ------------------------------ |
| Nr.                            | Rytter                         | Placering                      |
| 31                             | Dylan van Baarle (NED)         | 35.                            |
| 32                             | Edoardo Affini (ITA)           | DNF                            |
| 33                             | Niklas Behrens (GER)           | HD                             |
| 34                             | Matthew Brennan (GBR)          | 44.                            |
| 35                             | Per Strand Hagenes (NOR)       | DNF                            |
| 36                             | Wout van Aert (BEL)            | 4.                             |
| 37                             | Julien Vermote (BEL)           | 69.                            |

| Ineos Grenadiers IGD | Ineos Grenadiers IGD | Ineos Grenadiers IGD |
| -------------------- | -------------------- | -------------------- |
| Nr.                  | Rytter               | Placering            |
| 41                   | Filippo Ganna (ITA)  | 13.                  |
| 42                   | Kim Heiduk (GER)     | 79.                  |
| 43                   | Connor Swift (GBR)   | DNF                  |
| 44                   | Ben Swift (GBR)      | 81.                  |
| 45                   | Joshua Tarling (GBR) | 52.                  |
| 46                   | Ben Turner (GBR)     | 92.                  |
| 47                   | Samuel Watson (GBR)  | 78.                  |

| Groupama-FDJ GFC | Groupama-FDJ GFC        | Groupama-FDJ GFC |
| ---------------- | ----------------------- | ---------------- |
| Nr.              | Rytter                  | Placering        |
| 51               | Stefan Küng (SUI)       | 43.              |
| 52               | Lewis Askey (GBR)       | DNF              |
| 53               | Cyril Barthe (FRA)      | 98.              |
| 54               | Sven Erik Bystrøm (NOR) | 75.              |
| 55               | Johan Jacobs (SUI)      | 21.              |
| 56               | Eddy Le Huitouze (FRA)  | 100.             |
| 57               | Clément Russo (FRA)     | 62.              |

| Red Bull-Bora-Hansgrohe RBH | Red Bull-Bora-Hansgrohe RBH | Red Bull-Bora-Hansgrohe RBH |
| --------------------------- | --------------------------- | --------------------------- |
| Nr.                         | Rytter                      | Placering                   |
| 61                          | Jordi Meeus (BEL)           | 53.                         |
| 62                          | Oier Lazkano (ESP)          | 117.                        |
| 63                          | Ryan Mullen (IRL)           | DNF                         |
| 64                          | Laurence Pithie (NZL)       | DNF                         |
| 65                          | Tim van Dijke (NED)         | 30.                         |
| 66                          | Mick van Dijke (NED)        | 18.                         |
| 67                          | Danny van Poppel (NED)      | DNF                         |

| Decathlon-AG2R La Mondiale DAT | Decathlon-AG2R La Mondiale DAT           | Decathlon-AG2R La Mondiale DAT |
| ------------------------------ | ---------------------------------------- | ------------------------------ |
| Nr.                            | Rytter                                   | Placering                      |
| 71                             | Stefan Bissegger (SUI)                   | 7.                             |
| 72                             | Oscar Chamberlain (AUS)                  | 82.                            |
| 73                             | Dries De Bondt (BEL)                     | 22.                            |
| 74                             | Sander De Pestel (BEL)                   | DNF                            |
| 75                             | Pierre Gautherat (FRA)                   | 83.                            |
| 76                             | Oliver Naesen (BEL)                      | 94.                            |
| 77                             | Rasmus Søjberg Pedersen (DEN) (landevej) | 31.                            |

| Uno-X Mobility UXM | Uno-X Mobility UXM                | Uno-X Mobility UXM |
| ------------------ | --------------------------------- | ------------------ |
| Nr.                | Rytter                            | Placering          |
| 81                 | Alexander Kristoff (NOR)          | DNF                |
| 82                 | Jonas Abrahamsen (NOR)            | DNF                |
| 83                 | Markus Hoelgaard (NOR) (landevej) | 8.                 |
| 84                 | William Blume Levy (DEN)          | 91.                |
| 85                 | Erik Nordsæter Resell (NOR)       | 26.                |
| 86                 | Rasmus Tiller (NOR)               | 93.                |
| 87                 | Søren Wærenskjold (NOR)           | 42.                |

| Soudal Quick-Step SOQ | Soudal Quick-Step SOQ         | Soudal Quick-Step SOQ |
| --------------------- | ----------------------------- | --------------------- |
| Nr.                   | Rytter                        | Placering             |
| 91                    | Tim Merlier (BEL) (landevej)  | 36.                   |
| 92                    | Ayco Bastiaens (BEL)          | DNF                   |
| 93                    | Yves Lampaert (BEL)           | 28.                   |
| 94                    | Luke Lamperti (USA)           | DNF                   |
| 95                    | Andrea Raccagni Noviero (ITA) | 115.                  |
| 96                    | Bert Van Lerberghe (BEL)      | DNF                   |
| 97                    | Jordi Warlop (BEL)            | DNF                   |

| XDS Astana Team XAT | XDS Astana Team XAT     | XDS Astana Team XAT |
| ------------------- | ----------------------- | ------------------- |
| Nr.                 | Rytter                  | Placering           |
| 101                 | Davide Ballerini (ITA)  | DNF                 |
| 102                 | Cees Bol (NED)          | 29.                 |
| 103                 | Jevgenij Fedorov (KAZ)  | 67.                 |
| 104                 | Michele Gazzoli (ITA)   | DNF                 |
| 105                 | Alessandro Romele (ITA) | 72.                 |
| 106                 | Mike Teunissen (NED)    | 16.                 |
| 107                 | Davide Toneatti (ITA)   | DNF                 |

| Tudor Pro Cycling Team TUD | Tudor Pro Cycling Team TUD | Tudor Pro Cycling Team TUD |
| -------------------------- | -------------------------- | -------------------------- |
| Nr.                        | Rytter                     | Placering                  |
| 111                        | Marco Haller (AUT)         | 12.                        |
| 112                        | Miká Heming (GER)          | HD                         |
| 113                        | Petr Kelemen (CZE)         | 58.                        |
| 114                        | Arthur Kluckers (LUX)      | 74.                        |
| 115                        | Fabian Lienhard (SUI)      | 60.                        |
| 116                        | Marius Mayrhofer (GER)     | 19.                        |
| 117                        | Aivaras Mikutis (LTU)      | 104.                       |

| Cofidis COF | Cofidis COF                 | Cofidis COF |
| ----------- | --------------------------- | ----------- |
| Nr.         | Rytter                      | Placering   |
| 121         | Aimé De Gendt (BEL)         | DNF         |
| 122         | Stanisław Aniołkowski (POL) | 45.         |
| 123         | Clément Izquierdo (FRA)     | DNF         |
| 124         | Oliver Knight (GBR)         | DNF         |
| 125         | Alexis Renard (FRA)         | DNF         |
| 126         | Ludovic Robeet (BEL)        | 89.         |
| 127         | Damien Touzé (FRA)          | 41.         |

| Bahrain Victorious TBV | Bahrain Victorious TBV  | Bahrain Victorious TBV |
| ---------------------- | ----------------------- | ---------------------- |
| Nr.                    | Rytter                  | Placering              |
| 131                    | Matej Mohorič (SLO)     | DNF                    |
| 132                    | Phil Bauhaus (GER)      | 23.                    |
| 133                    | Kamil Gradek (POL)      | DNF                    |
| 134                    | Andrea Pasqualon (ITA)  | 71.                    |
| 135                    | Daniel Skerl (ITA)      | 114.                   |
| 136                    | Vlad Van Mechelen (BEL) | 49.                    |
| 137                    | Fred Wright (GBR)       | 9.                     |

| Intermarché-Wanty IWA | Intermarché-Wanty IWA           | Intermarché-Wanty IWA |
| --------------------- | ------------------------------- | --------------------- |
| Nr.                   | Rytter                          | Placering             |
| 141                   | Biniam Girmay (ERI)             | 15.                   |
| 142                   | Adrien Petit (FRA)              | 96.                   |
| 143                   | Laurenz Rex (BEL)               | 10.                   |
| 144                   | Jonas Rutsch (GER)              | 6.                    |
| 145                   | Taco van der Hoorn (NED)        | 20.                   |
| 146                   | Gijs Van Hoecke (BEL)           | 68.                   |
| 147                   | Roel van Sintmaartensdijk (NED) | 85.                   |

| Arkéa-B&B Hotels ARK | Arkéa-B&B Hotels ARK  | Arkéa-B&B Hotels ARK |
| -------------------- | --------------------- | -------------------- |
| Nr.                  | Rytter                | Placering            |
| 151                  | Arnaud Démare (FRA)   | DNF                  |
| 152                  | Jenthe Biermans (BEL) | 38.                  |
| 153                  | Giosuè Epis (ITA)     | 102.                 |
| 154                  | Léandre Lozouet (FRA) | DNF                  |
| 155                  | Luca Mozzato (ITA)    | HD                   |
| 156                  | Miles Scotson (AUS)   | 112.                 |
| 157                  | Pierre Thierry (FRA)  | 113.                 |

| EF Education-EasyPost EFE | EF Education-EasyPost EFE | EF Education-EasyPost EFE |
| ------------------------- | ------------------------- | ------------------------- |
| Nr.                       | Rytter                    | Placering                 |
| 161                       | Kasper Asgreen (DEN)      | 61.                       |
| 162                       | Vincenzo Albanese (ITA)   | 110.                      |
| 163                       | Owain Doull (GBR)         | 64.                       |
| 164                       | Madis Mihkels (EST)       | 14.                       |
| 165                       | Jack Rootkin-Gray (GBR)   | 107.                      |
| 166                       | Colby Simmons (USA)       | 108.                      |
| 167                       | Max Walker (GBR)          | 73.                       |

| Team TotalEnergies TEN | Team TotalEnergies TEN | Team TotalEnergies TEN |
| ---------------------- | ---------------------- | ---------------------- |
| Nr.                    | Rytter                 | Placering              |
| 171                    | Anthony Turgis (FRA)   | 39.                    |
| 172                    | Rayan Boulahoite (FRA) | HD                     |
| 173                    | Alexys Brunel (FRA)    | 109.                   |
| 174                    | Florian Dauphin (FRA)  | 25.                    |
| 175                    | Sandy Dujardin (FRA)   | 70.                    |
| 176                    | Samuel Leroux (FRA)    | DNF                    |
| 177                    | Geoffrey Soupe (FRA)   | DNF                    |

| Israel-Premier Tech IPT | Israel-Premier Tech IPT     | Israel-Premier Tech IPT |
| ----------------------- | --------------------------- | ----------------------- |
| Nr.                     | Rytter                      | Placering               |
| 181                     | Hugo Hofstetter (FRA)       | 47.                     |
| 182                     | Guillaume Boivin (CAN)      | 48.                     |
| 183                     | Oded Kogut (ISR) (landevej) | 105.                    |
| 184                     | Riley Pickrell (CAN)        | DNF                     |
| 185                     | Michael Schwarzmann (GER)   | 90.                     |
| 186                     | Riley Sheehan (USA)         | 65.                     |
| 187                     | Tom Van Asbroeck (BEL)      | 57.                     |

| Team Jayco AlUla JAY | Team Jayco AlUla JAY   | Team Jayco AlUla JAY |
| -------------------- | ---------------------- | -------------------- |
| Nr.                  | Rytter                 | Placering            |
| 191                  | Max Walscheid (GER)    | 59.                  |
| 192                  | Robert Donaldson (GBR) | 103.                 |
| 193                  | Patrick Gamper (AUT)   | DNF                  |
| 194                  | Jelte Krijnsen (NED)   | DNF                  |
| 195                  | Luka Mezgec (SLO)      | DNF                  |
| 196                  | Elmar Reinders (NED)   | DNF                  |
| 197                  | Jasha Sütterlin (GER)  | DNF                  |

| Lotto LOT | Lotto LOT                  | Lotto LOT |
| --------- | -------------------------- | --------- |
| Nr.       | Rytter                     | Placering |
| 201       | Alec Segaert (BEL)         | 87.       |
| 202       | Cedric Beullens (BEL)      | 51.       |
| 203       | Jasper De Buyst (BEL)      | 63.       |
| 204       | Joshua Giddings (GBR)      | 54.       |
| 205       | Sébastien Grignard (BEL)   | 40.       |
| 206       | Brent Van Moer (BEL)       | 84.       |
| 207       | Baptiste Veistroffer (FRA) | 111.      |

| Movistar Team MOV | Movistar Team MOV         | Movistar Team MOV |
| ----------------- | ------------------------- | ----------------- |
| Nr.               | Rytter                    | Placering         |
| 211               | Iván García Cortina (ESP) | DNF               |
| 212               | Davide Cimolai (ITA)      | DNF               |
| 213               | Manlio Moro (ITA)         | DNF               |
| 214               | Mathias Norsgaard (DEN)   | DNF               |
| 215               | Diego Pescador (COL)      | DNF               |
| 216               | Gonzalo Serrano (ESP)     | DNF               |
| 217               | Albert Torres (ESP)       | DNF               |

| Team Picnic-PostNL TPP | Team Picnic-PostNL TPP    | Team Picnic-PostNL TPP |
| ---------------------- | ------------------------- | ---------------------- |
| Nr.                    | Rytter                    | Placering              |
| 221                    | Pavel Bittner (CZE)       | 56.                    |
| 222                    | Patrick Eddy (AUS)        | DNF                    |
| 223                    | Sean Flynn (GBR)          | 106.                   |
| 224                    | Enzo Leijnse (NED)        | DNF                    |
| 225                    | Niklas Märkl (GER)        | DNF                    |
| 226                    | Timo Roosen (NED)         | 99.                    |
| 227                    | Julius van den Berg (NED) | DNF                    |

| Q36.5 Pro Cycling Team Q36 | Q36.5 Pro Cycling Team Q36 | Q36.5 Pro Cycling Team Q36 |
| -------------------------- | -------------------------- | -------------------------- |
| Nr.                        | Rytter                     | Placering                  |
| 231                        | Giacomo Nizzolo (ITA)      | 37.                        |
| 232                        | Marcel Camprubí (ESP)      | 88.                        |
| 233                        | Frederik Frison (BEL)      | 32.                        |
| 234                        | Matteo Moschetti (ITA)     | 80.                        |
| 235                        | Joseph Pidcock (GBR)       | HD                         |
| 236                        | Jannik Steimle (GER)       | DNF                        |
| 237                        | Rory Townsend (IRL)        | 76.                        |

| Unibet Tietema Rockets RKT | Unibet Tietema Rockets RKT   | Unibet Tietema Rockets RKT |
| -------------------------- | ---------------------------- | -------------------------- |
| Nr.                        | Rytter                       | Placering                  |
| 241                        | Lukáš Kubiš (SVK) (landevej) | 46.                        |
| 242                        | Joren Bloem (NED)            | 97.                        |
| 243                        | Hartthijs de Vries (NED)     | 86.                        |
| 244                        | Axel Huens (FRA)             | 27.                        |
| 245                        | Tomáš Kopecký (CZE)          | 33.                        |
| 246                        | Andreas Stokbro (DEN)        | 55.                        |
| 247                        | Abram Stockman (BEL)         | 77.                        |